# Melaneama ni
Melaneama ni är en fjärilsart som beskrevs av Franciscus J.M. Heylaerts 1891. Melaneama ni ingår i släktet Melaneama och familjen björnspinnare. Inga underarter finns listade i Catalogue of Life.